# Erich Dauenhauer
Erich P. Dauenhauer (* 9. März 1935 in Münchweiler an der Rodalb; † 13. September 2018 in Rodalben) war ein deutscher Ökonom, Wirtschaftspädagoge, Schriftsteller und von 1984 bis 2018 Gründer und Herausgeber der Literaturzeitschrift WALTHARI. Er war von 1971 bis 2003 Professor für Allgemeine Wirtschaftslehre und -pädagogik an der Universität Koblenz-Landau.

## Leben
Das Abitur mit Großem Latinum holte Erich Dauenhauer im Aufbaugymnasium in Speyer (1949–1955) nach, da eine schulische Vorbereitung kriegsbedingt nicht möglich war. Durch Zufall kam er zum Studium der Wirtschaftswissenschaften und Wirtschaftspädagogik an der Ludwig-Maximilian-Universität München. Nach dem Abschluss Diplom-Handelslehrer wurde er mit der Dissertation Kaufmännische Erwachsenenbildung in Deutschland an der Universität Erlangen-Nürnberg zum Dr. rer. pol. promoviert. Seine Schuldienstjahre absolvierte er von 1960 bis 1965 an Berufsbildenden Schulen. Anschließend folgte eine Tätigkeit am Studienseminar in Speyer. 1971 wurde er auf den Lehrstuhl für Arbeitslehre in „Allgemeine Wirtschaftslehre und ihre Pädagogik“ berufen. Davor legte er zahlreiche Veröffentlichungen vor, darunter seine in mehreren Auflagen verbreitete Kategoriale Didaktik.
Im Studienseminar bildete Dauenhauer rund 400 Studienreferendare an Berufsbildenden Schulen in Rheinland-Pfalz aus. Lehramtskandidaten stand der Besuch seiner Veranstaltungen ebenfalls offen. Mit 36 Jahren war er seinerzeit der jüngste Ordinarius seiner Fachrichtung im deutschsprachigen Raum. Neben der Lehrerausbildung musste er sein Fach in die Magister- und Diplomausbildung verschiedener Fachrichtungen einbringen, unter anderem bei angehenden Diplom-Psychologen. Im Forschungsbereich geht die Einführung des Blocksystems in Rheinland-Pfalz auf seine empirische Wissenschaftsbegleitung zurück. Unter seinen Schülern erwarben vier eine Professur. Darüber hinaus war er Mitglied in ministeriellen Beiräten und Gutachter bei parlamentarischen Anhörungen. Emeritiert wurde er nach Vollendung des 68. Lebensjahres im Jahr 2003 nach 32 Jahren Lehr- und Forschungstätigkeit. Mit dem seit 1998 betriebenen „WALTHARI-Portal“ verfolgte er den Anspruch, mit zahlreichen Fach- und zeitkritischen Beiträgen ein internationales Publikum zu erreichen.

## Forschung
Erich Dauenhauer entwickelte die Kategoriale Wirtschaftswissenschaft und Kategoriale Wirtschaftsdidaktik.
Die Grundidee geht auf Aristoteles zurück, mit dessen Kategorienschrift eine ontologische Ordnung geschaffen wurde. Dauenhauer entwickelte ein System von Wirtschaftskategorien, die das Ökonomische aller Formen und Epochen fundamentieren und damit erklärbar und steuerbar machen sollen. Die Risikobehaftetheit allen wirtschaftlichen Planens und Handelns ist eine der rund 50 Wirtschaftskategorien, die als ökonomische Universalien gleichzeitig für das antike und mittelalterliche Wirtschaften sowie für die nachmoderne Finanzwirtschaft Geltung beanspruchen.

## Literarisches Werk
Das literarische Werk umfasst acht Romane, zwei Gedichtbände, mehrere Theatertexte und poetologische Schriften. Nach den ersten Romanen in traditioneller Bogenerzählung wandelte sich das poetologische Konzept zum Vexierstil. Im 2010 erschienenen „Stimmen im Labyrinth“ wird diese „Schütteltextmethode“ vorgeführt. Scheinbar unzusammenhängende Texte wie Monologe, Dialoge, Briefe und Tagebucheintragungen sollen dem Leser dazu bringen, sich selbst ein Bild zu machen. Der poetologische Werdegang Dauenhauers wird in der Literaturzeitschrift Walthari dokumentiert.

## Veröffentlichungen (Auswahl)
| Wissenschaftliche Texte - 1981 Berufsbildungspolitik, 1997 vierte Auflage - 1983 Arbeitslehre. Vom Ende einer Bildungs- und Wissenschaftsidee, 1999 dritte Auflage, Münchweiler/Rod.: Walthari - 1989 Kategoriale Wirtschaftswissenschaft, Bd. I, 2002 siebte Auflage, Münchweiler/Rod.: Walthari - 1992 Berufspolitik, 2002 siebte Auflage, Münchweiler/Rod.: Walthari - 1993 Kategoriale Wirtschaftswissenschaft, Bd. II, 2002 siebte Auflage, Münchweiler/Rod.: Walthari - 1996 Fünfundzwanzig Jahre Landauer Lehrstuhl, Münchweiler/Rod.: Walthari - 1997 Kategoriale Wirtschaftsdidaktik, Bd. I, 2001 dritte Auflage, Münchweiler/Rod.: Walthari - 1998 Das veruntreute Land. Wohin driftet Deutschland? 1998 zweite Auflage, Münchweiler/Rod.: Walthari - 1999 Wirtschaftskategorien – Ein Beitrag zur wirtschaftswissenschaftlichen Grundlagenforschung, 2011 zweite Auflage, Münchweiler/Rod.: Walthari - 2001 Kategoriale Wirtschaftsdidaktik, Bd. II, 2004 zweite Auflage, Münchweiler/Rod.: Walthari - 2001 Dreißig Jahre Landauer Lehrstuhl, Münchweiler/Rod.: Walthari - 2002 Die Universität als Lebensform und Reformopfer, Münchweiler/Rod.: Walthari - 2004 Kategoriale Wirtschaftsdidaktik, Bd. III, 2005 zweite Auflage, Münchweiler/Rod.: Walthari - 2007 Aktive Bürgergesellschaft in einem gebändigten Staat, Münchweiler/Rod.: Walthari - 2013 Kirche in Not. Warum lassen wir die älteste kulturelle und spirituelle Institution dahinsiechen? Ein Weckruf an Laien, Münchweiler/Rod.: Walthari - 2014 Gabenökonomie / Ökonomische Theologie, Münchweiler/Rod.: Walthari - 2013/2014 Wirtschaftspädagogik (1) bis (4), Münchweiler/Rod.: Walthari - 2014 Der Euro. Eine kritische Zwischenbilanz, Münchweiler/Rod.: Walthari - 2014 Wirklichkeiten im erkenntnisphilosophischen, energetisch-anthropischen Verständnis, Münchweiler/Rod.: Walthari - 2014/15 Alternative Ökonomik als System- und Lebensstilkritik, Münchweiler/Rod.: Walthari - 2015 Wirtschaftspädagogik. Versuch einer Disziplinrevision, Münchweiler/Rod.: Walthari | Literarische Werke - 1978 Republikanisch-satirische Skizzen - 1979 Rot und Zeit, Gedichte 1972–1977 - 1980 …und kamen nach Santo Domingo, Roman - 1982 Die Abordnung, Roman - 1984 Silberhändchen, Erzählung, 2005 zweite Auflage, Münchweiler/Rod.: Walthari - 1986 Helles Geleit, Roman - 1991 Herrenhaut und Armenseele, Roman, 2001 vierte Auflage, Münchweiler/Rod.: Walthari - 1996 Endläufe, Roman, 1997 zweite Auflage, Münchweiler/Rod.: Walthari - 2001 Namenlose Überfahrt, Roman, Münchweiler/Rod.: Walthari - 2005 Hetärengold und andere Theaterstücke, Münchweiler/Rod.: Walthari - 2008 Schreiben als Meuterei, poetologische Reflektionen, Münchweiler/Rod.: Walthari. - 2005 Bilderschaum, Gedichte 1978–2005, Münchweiler/Rod.: Walthari - 2010 Stimmen im Labyrinth – Eine poetische Collage, Münchweiler/Rod.: Walthari - 2012 Gerichtsasche, Roman, Münchweiler/Rod.: Walthari - 2016 Das Unbewußte als literarische Agentur, Münchweiler/Rod.: Walthari - 2017/2018 Literatur in Digitalistan, Münchweiler/Rod.: Walthari - 2018/2019 Literarische Ohn-Macht, Münchweiler/Rod.: Walthari | Lebensphilosophische Bücher - 1994 Wege und Irrwege ins 3. Jahrtausend, siebte Auflage 1999, Münchweiler/Rod.: Walthari - 1996 Weisheitliche Lebensführung, dritte Auflage 1999, Münchweiler/Rod.: Walthari - 1996 Zeitmanagement für Entscheider, dritte Auflage 1998, Münchweiler/Rod.: Walthari - 1999 Spannungsfeld Familie und Beruf, Münchweiler/Rod.: Walthari - 2013 Wozu noch Tugenden? - Ein fälliges Erinnern, Münchweiler/Rod.: Walthari - 2015 Achtzig dahin. Ein Werkbiographischer Rückblick anlässlich meines 80. Geburtstages, Münchweiler/Rod.: Walthari - 2017 Alterswege, Münchweiler/Rod.: Walthari - 2017 Unsere Hausbibliothek, Münchweiler/Rod.: Walthari - 2018 Mein sonderbares Leben. Ein autobiographischer Rückblick, Münchweiler/Rod.: Walthari - 2020 Archäus, Roman, postum hrsg. von Bärbel Dauenhauer, Münchweiler/Rod.: Walthari |